# Pushmataha megye
Pushmataha megye az Amerikai Egyesült Államokban, azon belül Oklahoma államban található. Megyeszékhelye és legnagyobb városa Antlers. Lakosainak száma 10 812 fő (2020. április 1.). Pushmataha megye Latimer, Choctaw, Le Flore, McCurtain, Pittsburg és Atoka megyékkel határos.

## Népesség
A megye népességének változása:
| Lakosok száma | 11 586 | 11 409 | 11 229 | 11 233 | 11 183 | 10 812 |
|               | 2010   | 2011   | 2012   | 2013   | 2015   | 2020   |